# Arco siriaco

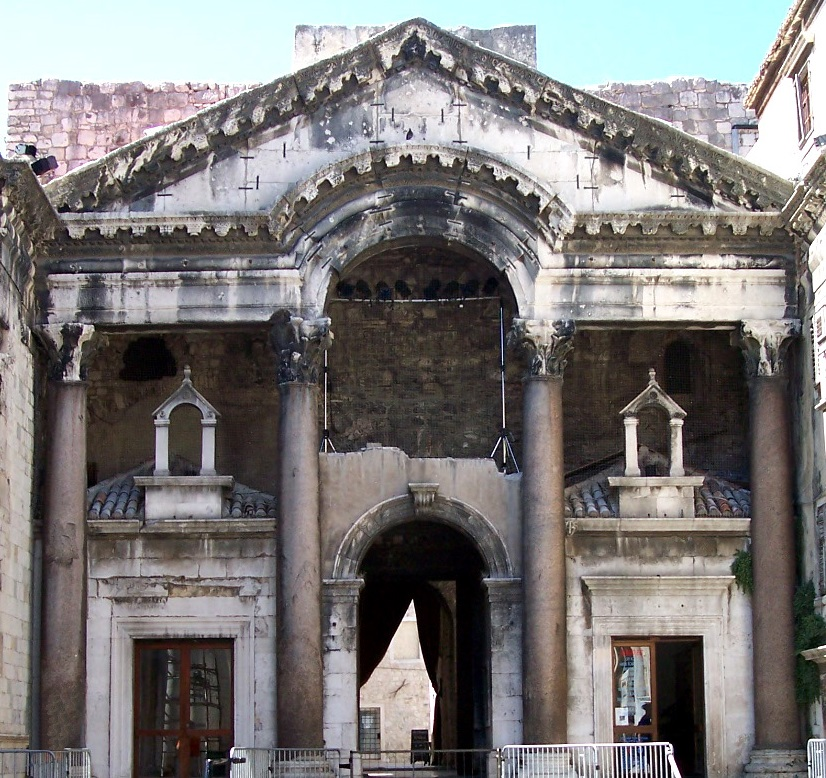
Arco siriano nel peristilio del Palazzo di Diocleziano a Spalato

L'arco siriano è costituito da una curva che si inserisce nella trabeazione sulle facciate di antichi templi.

## Storia
Il nome si riferisce al più antico esempio conosciuto, il primo tempio augusteo a Dushara nell'antica Si'a (Hauran, Siria). Da quel momento in poi, questa forma rimane caratteristica della regione siriana. Tuttavia, le facciate dei templi di questo tipo erano diffuse non solo in Siria, ma in tutto l'est dell'Impero romano. Esempi noti sono il Palazzo di Diocleziano a Spalato o il Tempio di Adriano a Efeso, ma anche il propileo della teodosiana Hagia Sophia a Costantinopoli fu disegnato in questa forma.
La caratteristica essenziale degli archi siriaci è la curvatura dell'intera trabeazione, principalmente fra due colonne con capitello corinzio o composito e l'architrave con tutti i profili, si fonde con l'arco senza interruzioni. A causa della robustezza della trabeazione, solo il bordo inferiore della parte anteriore dell'arco è progettato come un vero semicerchio. Il bordo superiore forma un arco di segmento più o meno piatto.
L'arco non è posto sulla trabeazione, ma in continuazione della stessa. Ciò distingue questa forma di architettura dalla serliana dall'aspetto simile.

## Galleria d'immagini

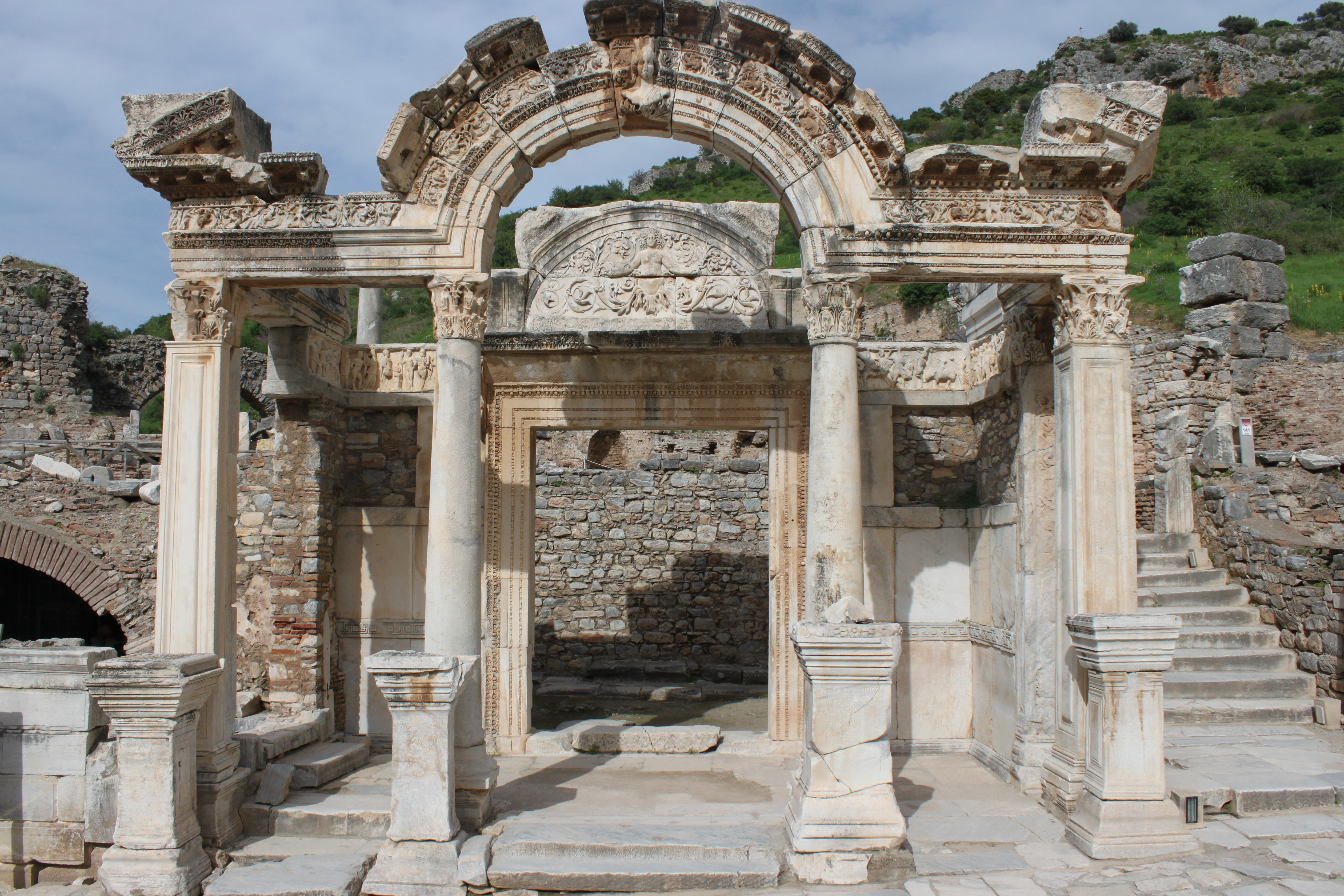
Arco siriaco nel Tempio di Adriano ad Efeso
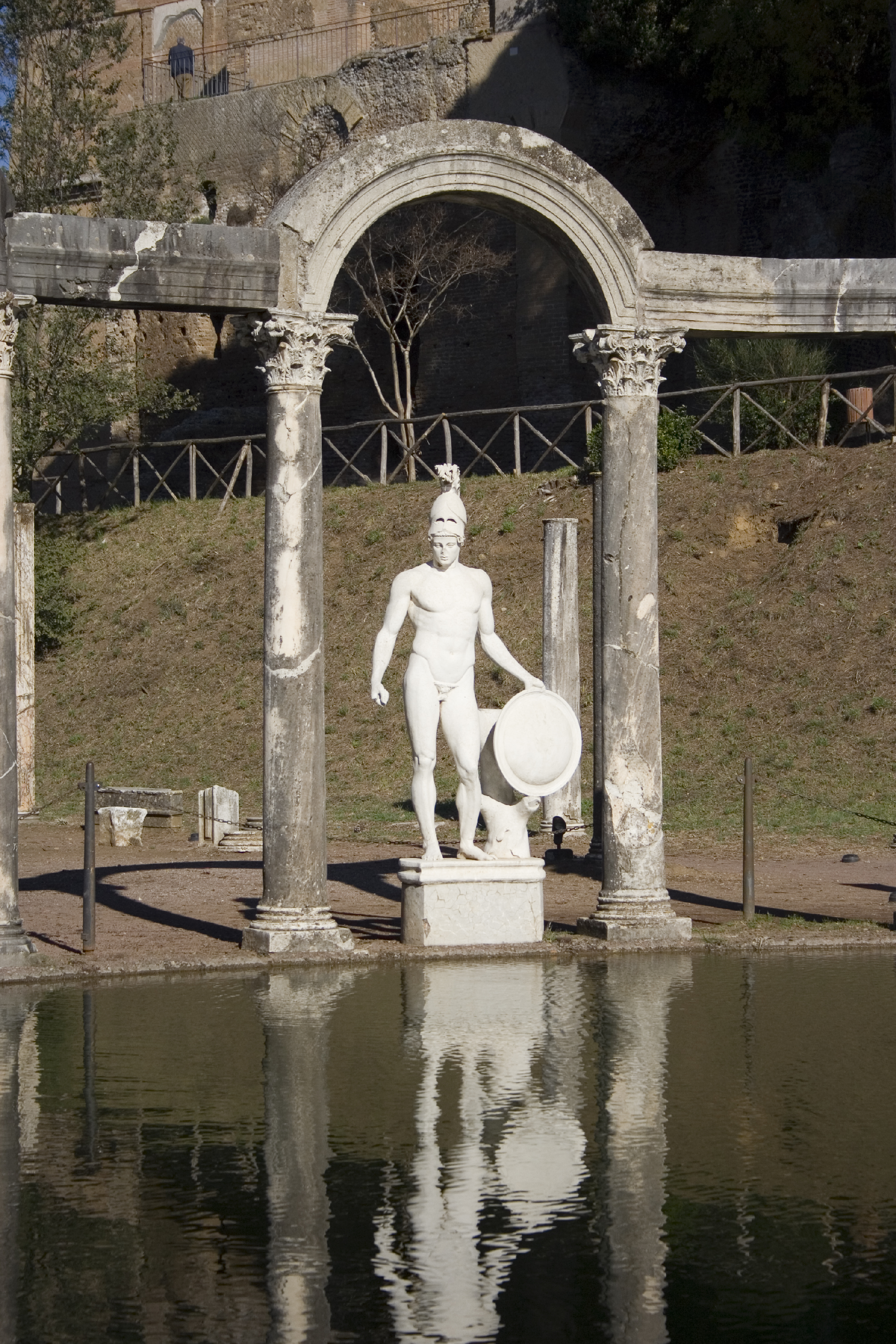
Arco siriaco nei giardini di Villa Adriana a Tivoli
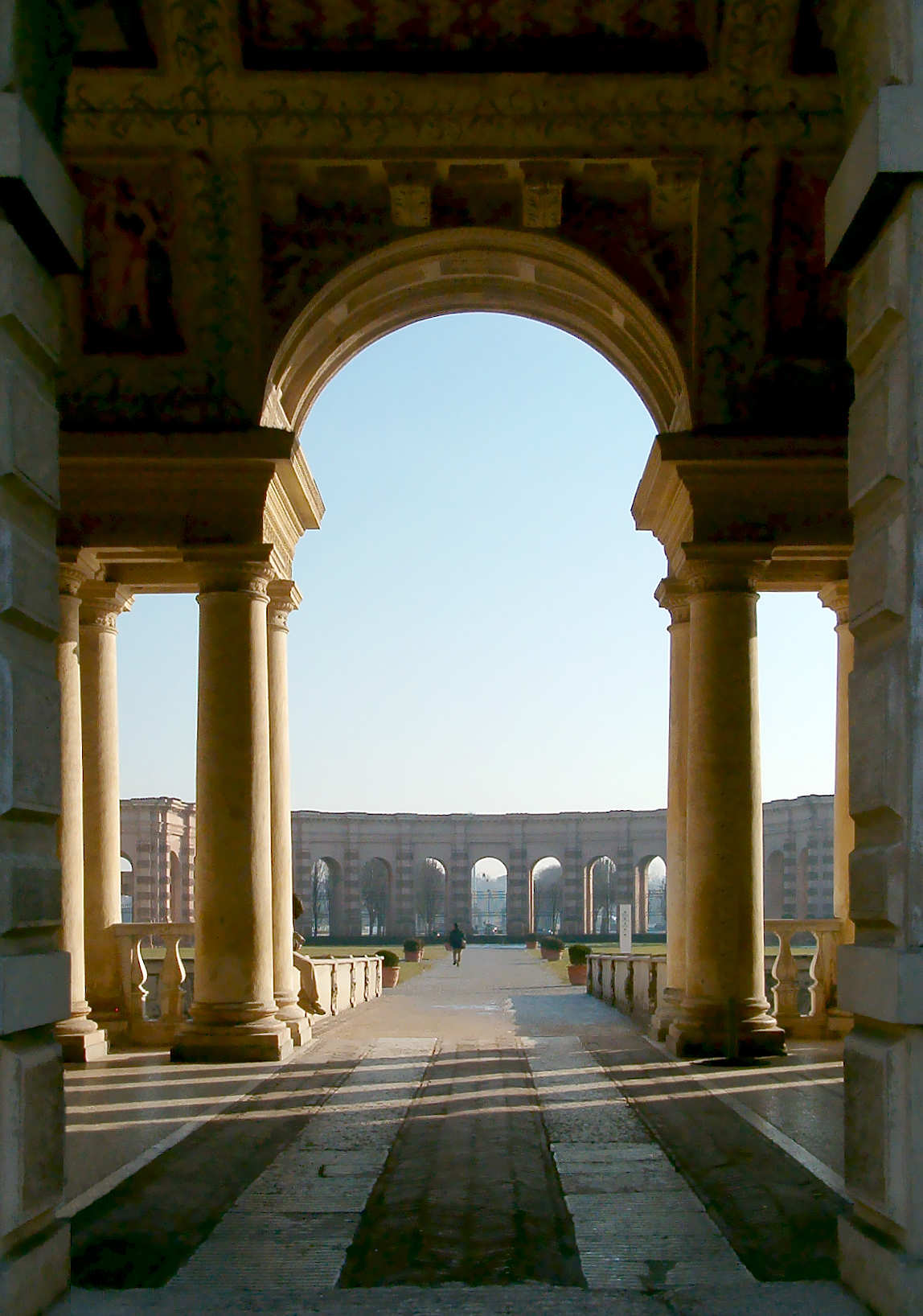
Serliana nel Palazzo Te a Mantova